# Alcide Leroux
Alcide Léon Pierre Marie Leroux, né le 6 novembre 1846 à Saffré (Loire-Atlantique, alors Loire-Inférieure), et mort le 2 janvier 1926 à Nantes, est un avocat, mais aussi un écrivain et un archéologue du département de la Loire-Inférieure.

## Biographie

### Parcours personnel
Alcide Leroux naît au village de la Jossaie, situé au sud-ouest du bourg de Saffré, non loin de la limite communale avec Héric, à une trentaine de kilomètres au nord de Nantes.
Il participe à la guerre franco-allemande de 1870 en tant que  garde mobile au sein du bataillon de la Loire-Inférieure. 
Il exerce ensuite jusqu'en 1891 la profession d’avocat au barreau de Nantes. 
Gravement malade à partir de 1911, il perd ses deux fils lors de la Première Guerre mondiale.

### L'archéologue
Les deux principales passions d'Alcide Leroux durant sa vie sont l'écriture et l'archéologie. Membre dès 1877 de plusieurs sociétés savantes, il devient notamment président de la Société académique de Nantes et de Loire-Inférieure en 1888, puis de la Société archéologique de Nantes (1911-1913). Également membre de la Société préhistorique française, c'est aussi un membre important de l’Association bretonne. 
Leroux s'intéresse particulièrement à la préhistoire et à l’histoire des celtes, publiant entre autres des articles d'archéologie locale, résultats de ses propres investigations (comme sur les « châtelliers » ou les sépultures mérovingiennes de Nozay, Saffré ou Nort-sur-Erdre.
Autre apport d’Alcide Leroux à l’étude du patrimoine de Loire-Atlantique, l’étude du parler du pays de la Mée. L’historien Arthur de la Borderie juge ainsi son travail « très supérieur à tous ceux de même genre publiés en Bretagne jusqu’à présent... très utile pour la philologie nationale » . C’est sans doute son travail qui aura été le plus commenté, étant même repris par des associations d’otorhinolaryngologistes.

### L'écrivain
Ses talents d'écrivain se retrouvent dans ses œuvres de poésie, dont beaucoup écrites en latin, ou dans des écrits inspirés par ses voyages, dont celui au Liban en 1888.

## Œuvres
- Poésies, Nantes, Imprimerie de veuve C. Mellinet, 1879.
- Esquisses sur l'Orient : Tyr, Sidon, Nantes, 1882.
- Marche du patois actuel dans l’ancien pays de la Mée (Haute-Bretagne), Éditions L. Prud’homme, 1886.

Les publications ayant accueilli ses textes et articles sont nombreuses : les Annales de la Société royale académique de Nantes, le Bulletin de la société archéologique de Nantes, le Bulletin archéologique de l’Association bretonne, la Revue historique de l’Ouest, les Annales de Bretagne, la Revue des traditions populaires, le Bulletin et Mémoires de la Société archéologique de l’Ille-et-Vilaine, la Revue des études historiques, le Moyen-Age : bulletin mensuel d’histoire et de philologie, la Société d’émulation des Côtes-d’Armor...
Il écrit aussi sous pseudonyme, par exemple « Pierre de la Digue », pour des articles dans L’Observateur nantais, de 1880 à 1885.

## Sources
- Émilien Maillard, Nantes et le département au XIXe siècle : littérateurs, savants, musiciens, & hommes distingués, 1891.